# Herstappe
Herstappe är en kommun i Belgien.   Den ligger i provinsen Limburg och regionen Flandern, i den östra delen av landet, 80 km öster om huvudstaden Bryssel.
Trakten runt Herstappe består till största delen av jordbruksmark. Runt Herstappe är det tätbefolkat, med 511 invånare per kvadratkilometer.